# John Rhys-Davies
John Rhys-Davies (Ammanford, Carmarthenshire, Gal·les, 5 de maig de 1944) és un actor gal·lès. Va interpretar el nan Gimli a la trilogia El Senyor dels Anells i l'àrab Sallah en Indiana Jones. També va fer d'Agent Michael Malone en The Untouchables de 1993 i de Pilot Vasco Rodrigues en la minisèrie Shōgun, de Professor Maximillian Arturo en Sliders, Rei Ricard III en Robin of Sherwood, General Leonid Pushkin en The Living Daylights de la sèrie James Bond i de Macro en I, Claudius. A més va donar veu a Cassim en Aladdin and the King of Thieves de la Disney, Man Ray en SpongeBob SquarePants, Hades en Justice League i Tobias en el joc d'ordinador Freelancer.

## Biografia
Rhys-Davies nasqué a Ammanford, Gal·les, Va assistir a la Universitat d'East Anglia on va fundar la seva Dramatic Society. Va guanyar un lloc a la Royal Academy of Dramatic Art.

## Filmografia

### Pel·lícules
| Any  | Pel·lícula                                                                                         | Paper                     | Notes                     |
| ---- | -------------------------------------------------------------------------------------------------- | ------------------------- | ------------------------- |
| 1973 | Penny Gold                                                                                         | Jugador de rugby          |                           |
| 1974 | El molí negre (The Black Windmill)                                                                 | Fals policia militar      | No surt als crèdits       |
| 1975 | The Naked Civil Servant                                                                            | Barndoor                  |                           |
| 1979 | A Nightingale Sang in Berkeley Square                                                              | Procurador                |                           |
| 1981 | A la recerca de l'arca perduda (Raiders of the Lost Ark)                                           | Sallah                    |                           |
| 1981 | Sphinx                                                                                             | Stephanos Markoulis       |                           |
| 1982 | Best Revenge                                                                                       | Mustapha                  |                           |
| 1982 | Ivanhoe                                                                                            | Front de Bœuf             |                           |
| 1982 | The Island of Adventure                                                                            | Smith                     |                           |
| 1982 | Victor Victoria                                                                                    | Andre Cassell             |                           |
| 1983 | Grizzly II: The Predator                                                                           | Karl Bouchard             |                           |
| 1983 | Sahara                                                                                             | Rasoul                    |                           |
| 1984 | L'espasa del cavaller (Sword of the Valiant)                                                       | Baró Fortinbras           |                           |
| 1985 | Les mines del rei Salomó (King Solomon's Mines)                                                    | Dogati                    |                           |
| 1986 | Firewalker                                                                                         | Corky Taylor              |                           |
| 1986 | In the Shadow of Kilimanjaro                                                                       | Chris Tucker              |                           |
| 1987 | Alta tensió (The Living Daylights)                                                                 | General Leonid Pushkin    |                           |
| 1988 | El jove Toscanini (Il giovane Toscanini)                                                           | Claudio Rossi             |                           |
| 1988 | Tusks                                                                                              | Roger Singh               |                           |
| 1988 | Waxwork                                                                                            | Werewolf                  |                           |
| 1989 | Indiana Jones i l'última croada (Indiana Jones and the Last Crusade)                               | Sallah                    |                           |
| 1989 | Rising Storm                                                                                       | Donwaldo                  |                           |
| 1991 | Kabuto                                                                                             | El Zaidan                 |                           |
| 1992 | Return to the Lost World                                                                           | Challenger                |                           |
| 1992 | The Double 0 Kid                                                                                   | Rudi Von Keseenbaum       |                           |
| 1992 | The Lost World                                                                                     | Challenger                |                           |
| 1992 | The Unnamable II: The Statement of Randolph Carter                                                 | Professor Warren          |                           |
| 1993 | Cyborg Cop                                                                                         | Kessel                    |                           |
| 1993 | Sunset Grill                                                                                       | Stockton                  |                           |
| 1993 | The Seventh Coin                                                                                   | Captain Galil             |                           |
| 1994 | Blood of the Innocent                                                                              | Shmuda                    |                           |
| 1994 | Robot in the Family (Golddigger)                                                                   | Eli Taki                  |                           |
| 1994 | The High Crusade                                                                                   | Bruder Parvus             |                           |
| 1996 | Aladdin and the King of Thieves                                                                    | Cassim                    | Pel·lícula d'animació Veu |
| 1996 | Dies de glòria (Glory Daze)                                                                        | Luther                    |                           |
| 1996 | Marquis de Sade                                                                                    | Inspector Marais          |                           |
| 1996 | The Great White Hype                                                                               | Johnny Windsor            |                           |
| 1997 | Bloodsport III                                                                                     | Jacques Duvalier          |                           |
| 1997 | Cats Don't Dance                                                                                   | Woolie Mammoth            | Pel·lícula d'animació Veu |
| 1997 | The Protector                                                                                      | Rasheed                   |                           |
| 1999 | Secret of the Andes                                                                                | Pare Claver               |                           |
| 2000 | Delta Force One: The Lost Patrol                                                                   | Ivan                      |                           |
| 2000 | Simbad                                                                                             | Rei Chandra               | Pel·lícula d'animació Veu |
| 2001 | El Senyor dels Anells: La Germandat de l'Anell (The Lord of the Rings: The Fellowship of the Ring) | Gimli                     |                           |
| 2001 | Never Say Never Mind: The Swedish Bikini Team                                                      | Hakim                     |                           |
| 2002 | El Senyor dels Anells: Les dues torres (The Lord of the Rings: The Two Towers)                     | Gimli / Veu de Barbarbrat |                           |
| 2002 | Endangered Species                                                                                 | Wyznowski                 |                           |
| 2002 | Sabretooth                                                                                         | Anthony                   |                           |
| 2002 | Scorcher                                                                                           | Dr. Matthew Sallin        |                           |
| 2003 | Coronado                                                                                           | President Hugo Luis Ramos |                           |
| 2003 | El llibre de la selva 2 (The Jungle Book 2)                                                        | Pare de Ranjan            | Pel·lícula d'animació Veu |
| 2003 | El medalló (The Medallion)                                                                         | Hammerstock-Smythe        |                           |
| 2003 | El Senyor dels Anells: El retorn del rei (The Lord of the Rings: The Return of the King')          | Gimli / Veu de Barbarbrat |                           |
| 2004 | Catching Kringle                                                                                   | Pare Noel                 | Pel·lícula d'animació Veu |
| 2004 | The Princess Diaries 2: Royal Engagement                                                           | Vescomte Mabrey           |                           |
| 2005 | Chupacabra Terror                                                                                  | Capità Randolph           |                           |
| 2005 | The Game of Their Lives                                                                            | Bill Jeffrey              |                           |
| 2005 | The King Maker                                                                                     | Phillippe de Torres       |                           |
| 2005 | The Lost Angel                                                                                     | Pare Kevin                |                           |
| 2005 | Shadows in the Sun                                                                                 | Mr. Andrew Benton         |                           |
| 2006 | Moguda sota el mar (Shark Bait)                                                                    | Thorton                   | Pel·lícula d'animació Veu |
| 2006 | One Night with the King                                                                            | Mordecai                  |                           |
| 2006 | The Legend of Sasquatch                                                                            | Ranger Steve              | Pel·lícula d'animació Veu |
| 2007 | En el nom del rei (In the Name of the King: A Dungeon Siege Tale)                                  | Merick                    |                           |
| 2007 | The Ferryman                                                                                       | El Grec                   |                           |
| 2009 | 31 North 62 East                                                                                   | John Hammond              |                           |
| 2010 | Tom i Jerry amb Sherlock Holmes (Tom and Jerry Meet Sherlock Holmes)                               | Dr. Watson                | Pel·lícula d'animació Veu |
| 2011 | Return to the Hiding Place                                                                         | Eusi                      |                           |
| 2011 | Sophie and Sheba                                                                                   | Alistair Winston          |                           |
| 2011 | Treasure Hunters                                                                                   | Nathan                    |                           |
| 2012 | Escape                                                                                             | Malcolm Andrews           |                           |
| 2013 | Concrete Blondes                                                                                   | Kostas Jakobatos          |                           |
| 2013 | Prisoners of the Sun                                                                               | Prof. Hayden Masterton    |                           |
| 2013 | Scooby-Doo! Adventures: The Mystery Map                                                            | Gnarlybeard               | Pel·lícula d'animació Veu |
| 2013 | 100 Degrees Below Zero                                                                             | Coronel Ralph Dillard     |                           |
| 2014 | Apocalypse Pompeii                                                                                 | Coronel Carlo Dillard     |                           |
| 2014 | Saul: The Journey to Damascus                                                                      | Caiphas                   |                           |
| 2014 | Time Lapse                                                                                         | Mr. Bezzerides            |                           |
| 2015 | Beyond the Mask                                                                                    | Charles Kemp              |                           |
| 2015 | Golden Shoes                                                                                       | Burt                      |                           |
| 2016 | The Apostle Peter: Redemption                                                                      | Sant Pere                 |                           |
| 2017 | Camera Store                                                                                       | "Pinky" Steuben           |                           |
| 2018 | | Rei de la salmorra        | Veu                       |
| 2018 | Aux                                                                                                | Jack                      |                           |
| 2018 | Shemira                                                                                            | Myer                      |                           |
| 2019 | Mosley                                                                                             | Warnie                    | Pel·lícula d'animació Veu |
| 2019 | Santa Fake                                                                                         | Joe O'Brian               |                           |
| 2019 | The Pilgrim's Progress                                                                             | Evangelista               | Pel·lícula d'animació Veu |
| 2019 | Valley of the Gods                                                                                 | Dr. Hermann               |                           |
| 2020 | G-Loc                                                                                              | Henry                     |                           |
| 2020 | I Am Patrick: The Patron Saint of Ireland                                                          | Patrick Vell              | Documental                |
| 2020 | Moments in Spacetime                                                                               | Mason                     |                           |
| 2020 | Shadowtown                                                                                         | Einar                     |                           |
| 2020 | Silent Night: A Song for the World                                                                 | General Haig              |                           |
| 2020 | Tainted                                                                                            | Vladimir                  |                           |
| 2021 | Bad Cupid                                                                                          | Archie                    |                           |
| 2022 | Kingslayer                                                                                         | William Marshal           |                           |
| 2023 | Aquaman i el regne perdut (Aquaman and the Lost Kingdom)                                           | Rei de la salmorra        | Veu                       |
| 2023 | Indiana Jones i el dial del destí                                                                  | Sallah                    |                           |
| 2023 | Little Brown Bird                                                                                  | Pare                      |                           |
| 2023 | Miss Willoughby                                                                                    |                           |                           |
| 2023 | The Gates                                                                                          | Frederick Ladbroke        |                           |
| 2023 | Timeless Heroes: Indiana Jones and Harrison Ford                                                   | Ell mateix                | Documental                |

### Televisió
| Any         | Show de televisió                          | Paper                                   | Episodis / Notes                                                                              |
| ----------- | ------------------------------------------ | --------------------------------------- | --------------------------------------------------------------------------------------------- |
| 1974        | Zodiac                                     | Aikman                                  | Episodi: "Death of a Crab"                                                                    |
| 1974        | Fall of Eagles                             | Grigory Zinoviev                        | Episodi: "The Secret War"                                                                     |
| 1975        | The Naked Civil Servant                    |                                         |                                                                                               |
| 1975        | The Sweeney                                | Ron Brett                               | Poppy (temporada 2, episodi 8)                                                                |
| 1976        | Jo, Claudi (I, Claudius)                   | Naevius Sutorius Macro                  | Temporada 1, episodis 8 i 9                                                                   |
| 1976        | Warship                                    | CPO Cook Mantell                        | Episodi: "Heart of Oak"                                                                       |
| 1976        | Beasts                                     | Peter Newell                            | Un episodi                                                                                    |
| 1977        | 1990                                       | Ivor Griffith                           | Temporada 1, episodi 3, "Health Farm"                                                         |
| 1977        | Just William                               | Authority                               | Episodi: "William and the Wonderful Present"                                                  |
| 1978        | Z Cars                                     | Terry Larkin                            | Episodi: "Fat Freddie B.A."                                                                   |
| 1978        | The Nativity                               | Nestor                                  | Telefilm                                                                                      |
| 1979 - 1980 | BBC Television Shakespeare                 | Eustace Chapuys / Salerio               | Dos episodis                                                                                  |
| 1979        | The Danedyke Mystery                       | Armchair                                | Sis episodis.                                                                                 |
| 1980        | Shōgun                                     | Vasco Rodrigues                         | Minisèries Nominació − Primetime Emmy al millor actor secundari en minisèrie o telefilm       |
| 1981        | Peter and Paul                             | Silas                                   | Telefilm                                                                                      |
| 1982        | CHiPs                                      | Nakura                                  | Temporada 5, episodi 27, "Force Seven"                                                        |
| 1982        | Knight Power                               | Vernon Gray Jr.                         | Voice; Episode: "The Penguin Who Loved Me"                                                    |
| 1982        | Ivanhoe                                    | Front-de-Boeuf                          | Telefilm                                                                                      |
| 1982        | The Quest                                  | Sir Edward                              | Nou episodis                                                                                  |
| 1983        | Reilly, Ace of Spies                       | Tanyatos                                | Episodi: "An Affair with a Married Woman"                                                     |
| 1983        | Sadat                                      | Gamal Abdel Nasser                      | Dos episodis                                                                                  |
| 1984        | Robin of Sherwood                          | Ricard Cor de Lleó                      | Series 1, episodi 6, "The King's Fool"                                                        |
| 1984        | Scarecrow and Mrs. King                    | Lord Bromfield                          | Episodi: "Affair at Bromfield Hall"                                                           |
| 1984        | Nairobi Affair                             | Simon                                   | Telefilm                                                                                      |
| 1984        | Kim                                        | Babu                                    | Telefilm                                                                                      |
| 1987        | Marjorie and the Preacher Man              | Seymour                                 | Telefilm                                                                                      |
| 1987        | The Little Match Girl                      | Cap de policia Murphy                   | Telefilm                                                                                      |
| 1987        | Perry Mason                                | Edward Tremayne                         | Episodi: "The Case of the Murdered Madam"                                                     |
| 1988 - 1994 | S'ha escrit un crim                        | Harry Mordecai Harry Waverly Lancaster  | Tres episodis                                                                                 |
| 1988        | Noble House                                | Quillan Gornt                           | Minisèries                                                                                    |
| 1988        | War and Remembrance                        | Sammy Mutterperl                        | Minisèries                                                                                    |
| 1988        | Goddess of Love                            | Zeus                                    | Telefilm                                                                                      |
| 1989        | The Trial of the Incredible Hulk           | Wilson Fisk / Kingpin                   | Telefilm                                                                                      |
| 1989        | Great Expectations                         | Joe Gargery                             | Minisèrie                                                                                     |
| 1989        | The Grifted One                            | Carl Boardman                           | Telefilm                                                                                      |
| 1989        | Desperado: Badlands Justice                | Richard Marriott                        | Telefilm                                                                                      |
| 1991 - 1995 | Archaeology                                | Ell mateix (narrador)                   | Sèrie documental                                                                              |
| 1991        | I misteri della jungla nera                | O'Connor                                | Minisèrie                                                                                     |
| 1991        | Tales from the Crypt                       | Duval                                   | Temporada 3, episodi 6, "Dead Wait"                                                           |
| 1991        | The Strauss Dynasty                        | Gribov                                  | Minisèrie                                                                                     |
| 1991        | Under Cover                                | Flynn                                   | Tretze episodis                                                                               |
| 1992        | Batman: The Animated Series                | "Baron" Waclaw Jozek                    | Temporada 1, episodi 25, "The Cape and Cowl Conspiracy". Veu                                  |
| 1992        | Perry Mason                                | Phillip Graff                           | Episodi: "The Case of the Fatal Framing"                                                      |
| 1992        | Ring of the Musketeers                     | Maurice Treville                        | Telefilm                                                                                      |
| 1992        | The Making of Aladdin: A Whole New World   | Amfitrió                                | Documental                                                                                    |
| 1992 - 1993 | The Legend of Prince Valiant               | Rei Hugo / Rei Donovan                  | Veu, vuit episodis                                                                            |
| 1993 – 1994 | The Untouchables                           | Agent Michael Malone                    | 15 episodis                                                                                   |
| 1993        | Animaniacs                                 | Tympannini                              | Veu, episodi: "Piano Rag"                                                                     |
| 1994        | A Flintstones Christmas Carol              | Charles Brickens                        | Especial de televisió Veu                                                                     |
| 1995 - 1996 | Gargoyles                                  | Macbeth Arthur Morwood-Smythe Findleach | Veu, tretze episodis                                                                          |
| 1995–1997   | Sliders                                    | Prof. Maximilian Arturo                 | 40 episodis                                                                                   |
| 1995        | Fantastic Four                             | Thor                                    | Temporada 2, episodis 6 i 8 Veu                                                               |
| 1995        | Archaeology: Florida's Lost Empire         | Amfitrió                                | Sèrie documental                                                                              |
| 1995        | Catherine the Great                        | Pugachev                                | Telefilm                                                                                      |
| 1996        | The Incredible Hulk                        | Thor                                    | Temporada 1, episodi 9, "Mortal Bounds"                                                       |
| 1996        | Boo to You Too! Winnie the Pooh            | Narrador                                | Veu. Especial televisiu                                                                       |
| 1996        | Mortal Kombat: Defenders of the Realm      | Asgarth                                 | Episodi: "Overthrown"                                                                         |
| 1997        | Freakazoid!                                | Professor Beasthead                     | Episodi: "Tomb of Invisibo" Veu                                                               |
| 1997        | You Wish                                   | Madman Mustapha                         | 3 episodis                                                                                    |
| 1997        | Star Trek: Voyager                         | Leonardo da Vinci                       | 2 episodis                                                                                    |
| 1999        | Au Pair                                    | Nigel Kent                              | Telefilm                                                                                      |
| 2000 - 2002 | Bob Esponja                                | Man Ray                                 | Veu                                                                                           |
| 2000        | El Britannic                               | Captain Charles Bartlett                | Telefilm                                                                                      |
| 2000        | The Secret Adventures of Jules Verne       | Alexandre Dumas                         | Dos episodis                                                                                  |
| 2002        | Justice League                             | Hades                                   | Temporada 1, episodis 8 i 9                                                                   |
| 2002        | Fillmore!                                  | Lenny                                   | Temporada 1, episodi 8, "Ingrid Third, Public Enemy #1"                                       |
| 2002        | The Zeta Project                           | Edgar Mandragora                        | Episodi: "Ro's Gift" Veu                                                                      |
| 2003        | Helen of Troy                              | Rei Priam                               | Minisèrie                                                                                     |
| 2004        | Dragon Storm                               | King Fastrad                            | Telefilm                                                                                      |
| 2004        | 12 dies de terror (12 Days of Terror)      | Capità                                  | Pel·lícula documental                                                                         |
| 2004        | La Femme Musketeer                         | Porthos                                 | Minisèrie                                                                                     |
| 2004        | The Privileged Planet                      | Narrador                                | Documental                                                                                    |
| 2005        | Revelations                                | Professor Lampley                       | Minisèrie                                                                                     |
| 2005        | Ringers: Lord of the Fans                  | Ell mateix                              | Documental                                                                                    |
| 2006        | Super Robot Monkey Team Hyperforce Go!     | Captain Proteus                         | Episodi: "Demon of the Deep" Veu                                                              |
| 2008        | Anaconda 3: Offspring                      | Murdoch                                 | Telefilm                                                                                      |
| 2008        | Fire & Ice: The Dragon Chronicles          | Sangimel                                | Telefilm                                                                                      |
| 2008        | Kiss Me Deadly                             | Yale Ericson                            | Telefilm                                                                                      |
| 2009        | Dark Days in Monkey City                   | Narrador                                | 4 episodis                                                                                    |
| 2009        | Anacondas: Trail of Blood                  | Murdoch                                 | Telefilm                                                                                      |
| 2009        | Reclaiming the Blade                       | Narrador                                | Documental                                                                                    |
| 2009        | Kröd Mändoon and the Flaming Sword of Fire | Grimshank                               | 3 episodis                                                                                    |
| 2010        | Legend of the Seeker                       | Horace                                  | Temporada 2, episodi 17                                                                       |
| 2010        | Three Wise Women                           | Arcàngel Green                          | Telefilm                                                                                      |
| 2010        | Medium Raw: Night of the Wolf              | Elliot Carbon                           | Telefilm                                                                                      |
| 2011        | KJB: The Book That Changed the World       | Narrador                                | Documental                                                                                    |
| 2011        | Ferocious Planet                           | Senador Jackson Crenshaw                | Telefilm                                                                                      |
| 2012        | Psych                                      | Conservador del museu                   | Temporada 6, episodi 10, "Indiana Shawn and the Temple of the Kinda Crappy, Rusty Old Dagger" |
| 2012        | Missing Christmas                          | Narrador / Pare Noel                    | Especial televisiu Veu                                                                        |
| 2014        | Hieroglyph                                 | Vocifer                                 | Telefilm                                                                                      |
| 2014        | Let The Season In                          | Narrador                                | Concert de Nadal del Mormon Tabernacle Choir                                                  |
| 2014        | Once Upon a Time                           | Grand Pabbie                            | Temporada 4, episodis 1, 6, 7 Veu                                                             |
| 2014        | Metal Hurlant Chronicles                   | Holgarth                                | Un episodi                                                                                    |
| 2015 - 2016 | TripTank                                   | Diverses veus                           | Set episodis                                                                                  |
| 2015        | Killing Jesus                              | Annàs                                   | Telefilm                                                                                      |
| 2015        | The Adventures of Puss in Boots            | Goodsword                               | Episodi: "Sword" Veu                                                                          |
| 2015        | The Red Dress                              |                                         |                                                                                               |
| 2016        | The Shannara Chronicles                    | Eventine Elessedil                      | Set episodis                                                                                  |
| 2016        | Winter Thaw                                | Martin Avdeitch                         | Telefilm                                                                                      |
| 2016        | The Lion Guard                             | King Sokwe                              | Episodi: "The Lost Gorillas" Veu                                                              |
| 2018        | A Dickens Christmas                        | Narrador                                | Concert de Nadal del Mormon Tabernacle Choir                                                  |
| 2019        | Fresh Eggs                                 | Cutter Anderson                         | Sis episodis                                                                                  |
| 2020        | Wizards: Tales of Arcadia                  | Galahad                                 | Set episodis Veu                                                                              |
| 2022        | Documentary Now!                           | Garth Davies-Gruffudd                   | Episodi: "How They Threw Rocks"                                                               |

### Videojocs
| Any  | Títol                                                 | Paper                  | Notes |
| ---- | ----------------------------------------------------- | ---------------------- | ----- |
| 1994 | Quest for Glory: Shadows of Darkness                  | Narrador               | Veu   |
| 1994 | Wing Commander III: Heart of the Tiger                | Prince Thrakhath       | Veu   |
| 1996 | Wing Commander IV: The Price of Freedom               | James Taggart          | Veu   |
| 1996 | Ripper                                                | Vigo Haman             | Actor |
| 1998 | Dune 2000                                             | Noree Moneo            | Actor |
| 2001 | Forgotten Realms: Baldur's Gate – Dark Alliance       | Jherek                 | Veu   |
| 2002 | The Lord of the Rings: The Two Towers                 | Treebeard              | Veu   |
| 2003 | The Lord of the Rings: The Return of the King         | Gimli / Treebeard      | Veu   |
| 2003 | Freelancer                                            | Richard Winston Tobias | Veu   |
| 2004 | The Lord of the Rings: The Battle for Middle-earth    | Gimli / Treebeard      | Veu   |
| 2006 | The Lord of the Rings: The Battle for Middle-earth II | Gimli / Treebeard      | Veu   |
| 2009 | Risen                                                 | Don Esteban            | Veu   |
| 2012 | LEGO The Lord of the Rings                            | Gimli                  | Veu   |
| 2015 | LEGO Dimensions                                       | Gimli                  | Veu   |
| 2023 | The Lord of the Rings: Return to Moria                | Gimli                  | Veu   |
| 2024 | Star Citizen: Squadron 42                             |                        | Veu   |

### Treballs d'àudio

#### Llibres electrònics
- Indiana Jones and the Last Crusade, (1989).
- Rescued, (2006).
- Sir Malcolm and the Missing Prince, (2009).
- Affabel: Window of Eternity, (2007).
- The Extraordinary Adventures of G. A. Henty: In the Reign of Terror, (2016).
- The Trials of Saint Patrick, (2017).

#### Podscats
- Batman Unburied, com Hugo Strange, (2022).